# 戸田博史 (脚本家)
戸田 博史（とだ ひろし、1949年8月22日 - ）は、東京都出身の脚本家である。最終学歴：早稲田大学（中退）。

## 人物
古株の脚本家で、主にアニメ作品を手掛ける事が多いが、『魔法のプリンセス ミンキーモモ』のシリーズ構成を務めた首藤剛志曰く、にっかつ映画作品も手掛けている。また、大の『テトリス』好きであり、本人曰く非常に高い腕前を持っているらしい（TVゲーム『北斗の拳』説明書より）。

## 主な参加作品
- まんがはじめて物語（1978年-1984年、脚本）
- 百獣王ゴライオン（1981年-1982年、脚本）
- 魔法のプリンセス ミンキーモモ（1982年、脚本）
- 魔法のプリンセス ミンキーモモ 夢を抱きしめて（1991年、脚本）
- イタダキマン（1983年、脚本）
- イーグルサム（1983年-1984年、脚本）
- 魔法の天使クリィミーマミ（1983年-1984年、脚本）
- Gu-Guガンモ（1984年-1985年、脚本）
- 北斗の拳シリーズ
  - 北斗の拳（1984年-1987年、脚本）
  - 北斗の拳2（1987年-1988年、脚本）
- 銀河英雄伝説（1988年-1989年、脚本）
- 超くせになりそう（1994年-1995年、脚本）
- モジャ公（1995年-1997年、脚本）
- チックンタックン
- 電脳警察サイバーコップ（1988年、脚本）
- 魁!!男塾（1988年、脚本[2]）
- スケバン刑事TVシリーズ
  - スケバン刑事
  - スケバン刑事II 少女鉄仮面伝説
  - スケバン刑事III 少女忍法帖伝奇
- ドラゴンボールZ（1989年-1996年、脚本）
- らんま1/2TVシリーズ
  - らんま1/2（1989年、脚本）
  - らんま1/2 熱闘編（1989年-1992年、シリーズ構成・脚本）
- 姫ちゃんのリボン（1992年-1993年、脚本）
- 赤ずきんチャチャ（1994年-1995年、脚本）
- ナースエンジェルりりかSOS（1995年-1996年、脚本）
- 頭文字Dシリーズ
- 厄災仔寵（1997年、脚本）
- 中華一番!（1997年-1998年、脚本）
- 剣之介さま（1990年、脚本）

## ゲームシナリオ
- 北斗の拳4 七星覇拳伝 北斗神拳の彼方へ（FC） - 1991年3月29日
- 摩訶摩訶（SFC） - 1992年4月24日
- 北斗の拳5 天魔流星伝 哀★絶章（SFC） - 1992年7月10日
- 北斗の拳（SS） - 1995年12月22日 （PS） - 1996年8月30日